# Synthliboramphus
Synthliboramphus – rodzaj ptaków z podrodziny alk (Alcinae) w rodzinie alk (Alcidae).

## Zasięg występowania
Rodzaj obejmuje gatunki występujące w Eurazji i Ameryce Północnej.

## Morfologia
Długość ciała 21–27 cm, rozpiętość skrzydeł do 40 cm; masa ciała 128–215 g. 

## Systematyka

### Etymologia
- Synthliboramphus: gr. συνθλιβω sunthlibō „kompresować”, od συν sun, συμ sum „razem”; θλιβω thlibō „ściskać”; ῥαμφος rhamphos „dziób”[8].
- Micruria: gr. μικρος mikros „mały”; rodzaj Uria Brisson, 1760 (nurzyk)[9]. Gatunek typowy: Brachyramphus hypoleucus Xántus, 1860; młodszy homonim Micruria Reitter, 1875 (Coleoptera).
- Endomychura: gr. ενδομυχος endomukhos „sekret, ukryty”, od ενδον endon „w”; μυχος mukhos „wnętrze”; ουρα oura „ogon”[10]. Nowa nazwa dla Micruria Ogilvie-Grant, 1898.
- Rhamphosynthlipsis: gr. ῥαμφος rhamphos „dziób”; συνθλιψις sunthlipsis „kompresja”[11]. Gatunek typowy: Uria wumizusume Temminck, 1836.

### Podział systematyczny
Do rodzaju należą następujące gatunki:
- Synthliboramphus antiquus (J.F. Gmelin, 1789) – morzyk sędziwy
- Synthliboramphus wumizusume (Temminck, 1836) – morzyk japoński
- Synthliboramphus scrippsi (J.E. Green & L.W. Arnold, 1939) – morzyk żałobny – takson wyodrębniony ostatnio z S. hypoleucus[13]
- Synthliboramphus hypoleucus (Xántus, 1860) – morzyk piskliwy
- Synthliboramphus craveri (Salvadori, 1866) – morzyk kalifornijski